# スヴェン・ミスリンタット
スヴェン・ミスリンタット（ミスリンタート、Sven Mislintat、1972年11月5日 - ）は、ドイツ（当時西ドイツ）出身のフットボールスカウト、スポーツディレクター。 その卓越したスカウト眼からダイヤモンド・アイの異名を持つ。

## キャリア

### ボルシア・ドルトムント時代
ミスリンタットは、ドイツ連邦共和国（当時西ドイツ）のドルトムント近くにある工業都市カーメンで育った。ルール大学ボーフムでスポーツ科学を学んだ後、2007年からボルシア・ドルトムントでプロサッカー部門のチーフ・スカウトとして働いた。約10年間にわたって在籍したボルシア・ドルトムントにおいて、ロベルト・レヴァンドフスキ、ピエール＝エメリク・オーバメヤン、ウスマン・デンベレ、香川真司などクラブの重要選手の多くをスカウトしたとされる。2011年にはサッカー監督の資格を獲得した。また、2016年に設立された、サッカーにおけるビッグデータを扱うドイツのmatchmetrics社の共同創設者である。
ミスリンタットの目利きはドイツ国内に広く知れ渡り、フォルトゥナ・デュッセルドルフ、ハノーファー96、ハンブルガーSV、FCバイエルン・ミュンヘンなど数々のブンデスリーガのクラブがスカウトやまたは監督として獲得を熱望したが、彼がボルシア・ドルトムントから離れることはなく2015年10月にはクラブとの契約を2019年まで延長した。しかし2016年1月、オリベル・トーレスの獲得を巡って、当時の監督トーマス・トゥヘルと対立したため、練習場への立ち入りを禁止された。この出来事により、ミスリンタットはボルシア・ドルトムントを去る決心を固め、トゥヘルがクラブを去っても、その考えは変わらなかった。

### アーセナルFC時代
ボルシア・ドルトムントは2017年11月20日、スカウトの移籍としては異例の移籍金（200万ユーロ）を支払い、ミスリンタットが同年12月1日付けでアーセナルFCのスカウト部門責任者に就任することを発表した。
その後、アーセナルFCはピエール＝エメリク・オーバメヤン、ヘンリク・ムヒタリアン、ソクラティス・パパスタソプーロスなど、ミスリンタットがボルシア・ドルトムント在籍時に同クラブに移籍した選手を立て続けに獲得した。
2019年1月21日、2月8日付けでアーセナルを退団することが発表された。

### ボルシア・ドルトムントに復帰
その後はVfBシュトゥットガルト、AFCアヤックスのスポーツディレクター職を経て、2024年5月よりボルシア・ドルトムントにテクニカルディレクターとして復帰した。